# Gustav Schmidt (Komponist, 1816)

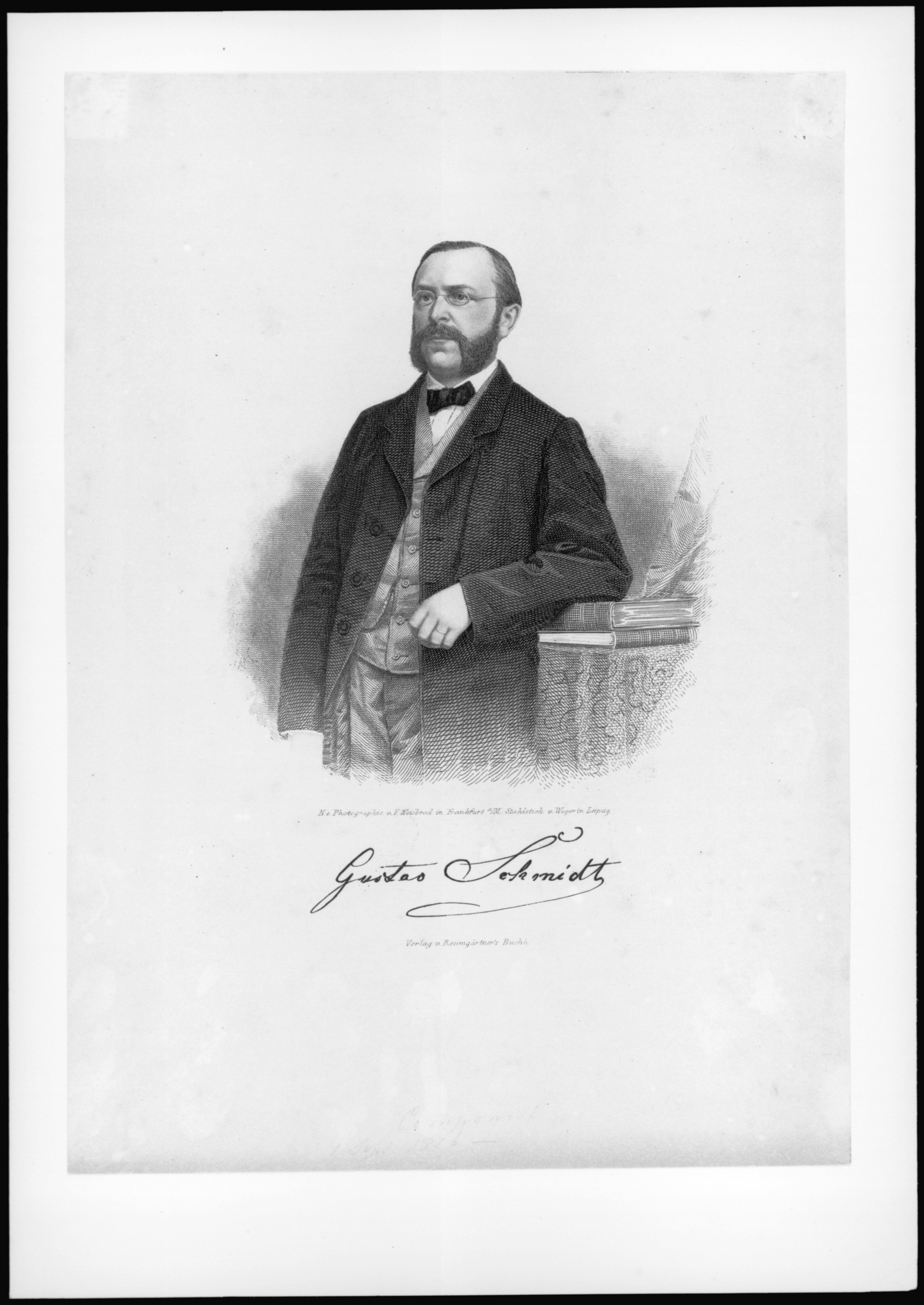
Porträt Gustav Schmidt 1866

Gustav Friedrich Schmidt (* 1. September 1816 in Weimar; † 11. Februar 1882 in Darmstadt) war ein deutscher Komponist und Kapellmeister.

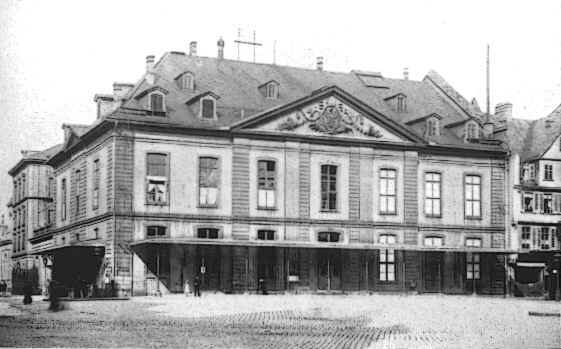
Altes Stadttheater Frankfurt von 1782, vor dem Abriss 1902

## Leben
Gustav Schmidt war der älteste Sohn des Weimarer Finanzbeamten Friedrich Schmidt; seine Großmutter väterlicherseits entstammte der Allstedter Musikerfamilie Martini. Seinen ersten Musikunterricht erhielt Schmidt, der mit Goethes Enkeln befreundet war, in Weimar bei Johann Nepomuk Hummel, Franz Carl Adelbert Eberwein und Johann Christian Lobe, zwischendurch Jura-Studium in Jena von Herbst 1834 bis Ostern 1836; hier auch Unterricht beim Liederkomponisten J. Chr. C Töpfer.
Von 1840 bis 1841 lebte Schmidt als Schüler von Felix Mendelssohn Bartholdy in Leipzig, ab 1841 war er Theaterkapellmeister in Brünn und fungierte im Jahre 1845 als Musikdirektor am Theater Würzburg. Nachdem er von 1846 an in Hechingen und Leipzig privatisiert hatte, brachte er in Frankfurt am Main seine erste Oper Prinz Eugen, der edle Ritter auf die Bühne, zu der er auch den Text selbst verfasst hatte. Nach einem Engagement in Wiesbaden als erster Kapellmeister und Operndirektor am Hoftheater ging er im Tausch gegen Ludwig (Louis) Alexander Balthasar Schindelmeisser 1851 als Kapellmeister an das Frankfurter Stadttheater, wo seine zweite Oper Die Weiber von Weinsberg zur Aufführung kam. 1864 wurde er Theaterkapellmeister in Leipzig, und in diese Zeit fällt die Entstehung der Opern La Réole und „Alibi“.
Schmidt galt als Förderer Berlioz und Wagners, dessen Tannhäuser und Lohengrin er erstmals in Frankfurt aufführte.
1876 wurde er als Hofkapellmeister nach Darmstadt berufen, wo er bis 1880 tätig war und 1882 verstarb.

## Familie
Verheiratet war Schmidt mit der Schauspielerin Emilie Böttiger. Ein jüngerer Bruder seines Vaters war der Schauspieler und Theaterdirektor Heinrich Schmidt. Die älteste Schwester Maria Henrietta Carolina (1775–1837), Witwe von Herders ältestem Sohn, dem Hofmedicus Gottfried (von) Herder (1774–1806), heiratete 1811 den Geheimen Regierungsrat Christian Gottlob von Voigt (1774–1813), der im Frühjahr 1813 in französische Gefangenschaft geriet, an deren Folgen er starb.

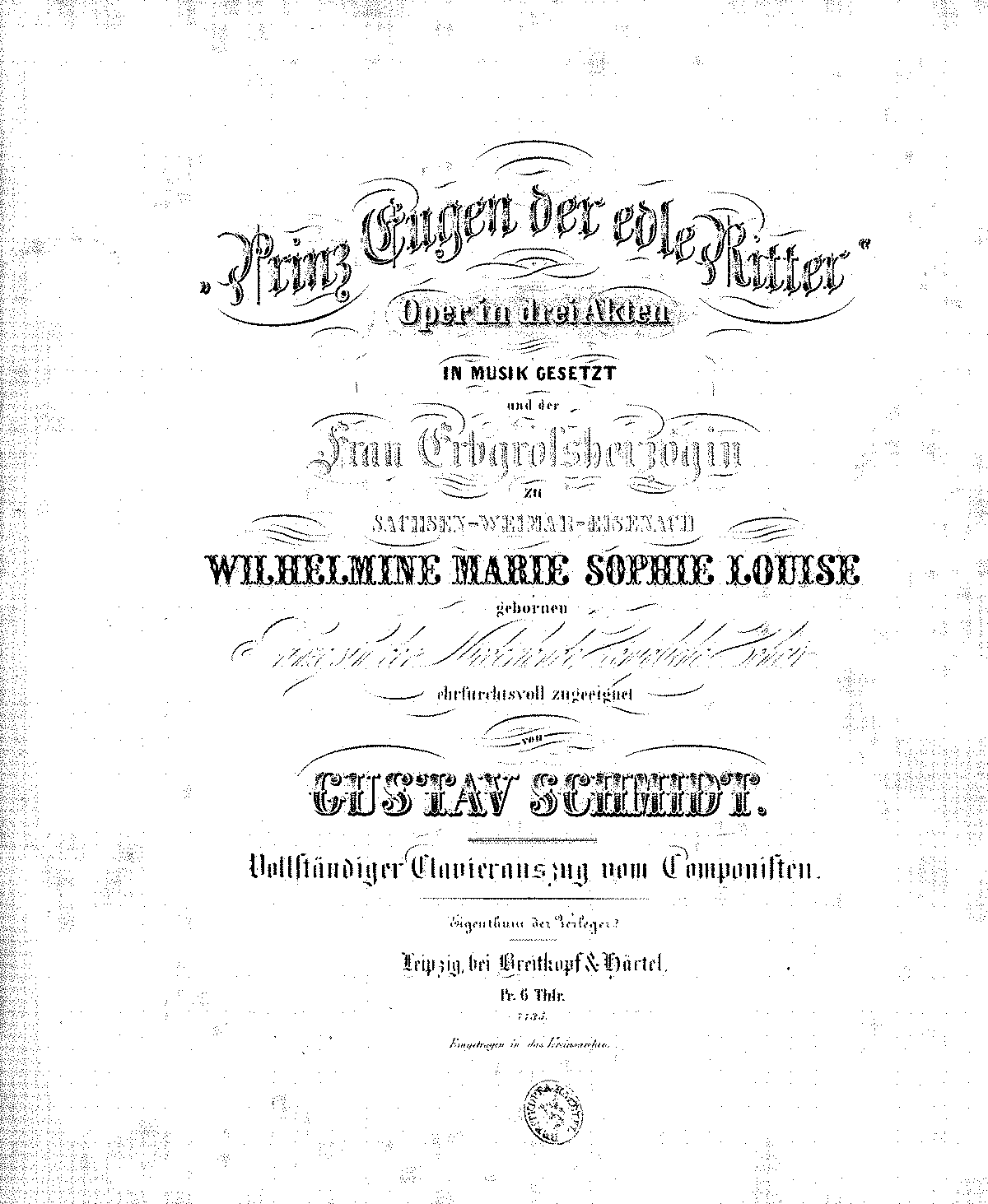
Notendeckel zu Prinz Eugen der edle Ritter

## Ehrungen und Auszeichnungen
- 1860 – Medaille für Kunst und Wissenschaft des Herzogtums Sachsen-Coburg-Gotha
- 1864 Juni 8 – Goldene Verdienstmedaille für Wissenschaft, Kunst, Industrie und Landwirtschaft des Großherzogtums Hessen[12]
- 1876 August 11 – Ritterkreuz I. Kl. des Verdienstordens Philipps des Großmütigen[13]
- 1878 – Ritterkreuz I. Kl. des Sächsisch Ernestinischen Hausordens (hessische Tragegenehmigung vom 24. Mai 1878)[14]

## Werke (Auswahl)
Ausführliches Werkeverzeichnis über „RISM-OPAC:Suche, Gustav Schmidt“ (wegen Session ID nicht verlinkbar)
- Prinz Eugen, der edle Ritter (Text von Gustav Schmidt u. Alexander Rost[15] nach einem Gedicht von Ferdinand Freiligrath), Oper in 3 Akten (27. Juli 1847 Frankfurt am Main)
- Die Weiber von Weinsberg (auch Weibertreue oder Kaiser Konrad von Weinsberg) (Text u. Musik Gustav Schmidt), komisch-romantische Oper in 3 Akten (16. Febr. 1858 Weimar, Hoftheater, unter der Leitung von Franz Liszt)
- La Réole (Charlotte Birch-Pfeiffer), Oper in 3 Akten (24. Jan. 1863 Breslau)
- Alibi oder Die Fahrt ins Philisterium (Gustav Schmidt), komische Operette in 3 Akten, op. 48 (1. Febr. 1880 Darmstadt, Hoftheater)
- Lieder und Gesänge, Orchesterwerke, z. B. Bravour-Variationen über ein Thema von Mozart: Ah! Vous dirai-je, maman für 1 Singstimme, Flöte und Orchester[16]